# Huthri, Kunigal
Huthri là một làng thuộc tehsil Kunigal, huyện Tumkur, bang Karnataka, Ấn Độ.